# Ameles persa
Ameles persa är en bönsyrseart som beskrevs av Bolivar 1911. Ameles persa ingår i släktet Ameles och familjen Mantidae. Inga underarter finns listade i Catalogue of Life.